# 黄村火车站 (地铁)
黄村火车站地鐵站是一个位于中国北京市大兴区林校路街道林校北路、兴华大街交叉口国铁黄村站东北侧，属于北京地铁大兴线的地铁车站。

## 位置
该站在相应火车站东北方向，兴华大街、兴华南路和林校北路相交的环岛北侧。

## 结构

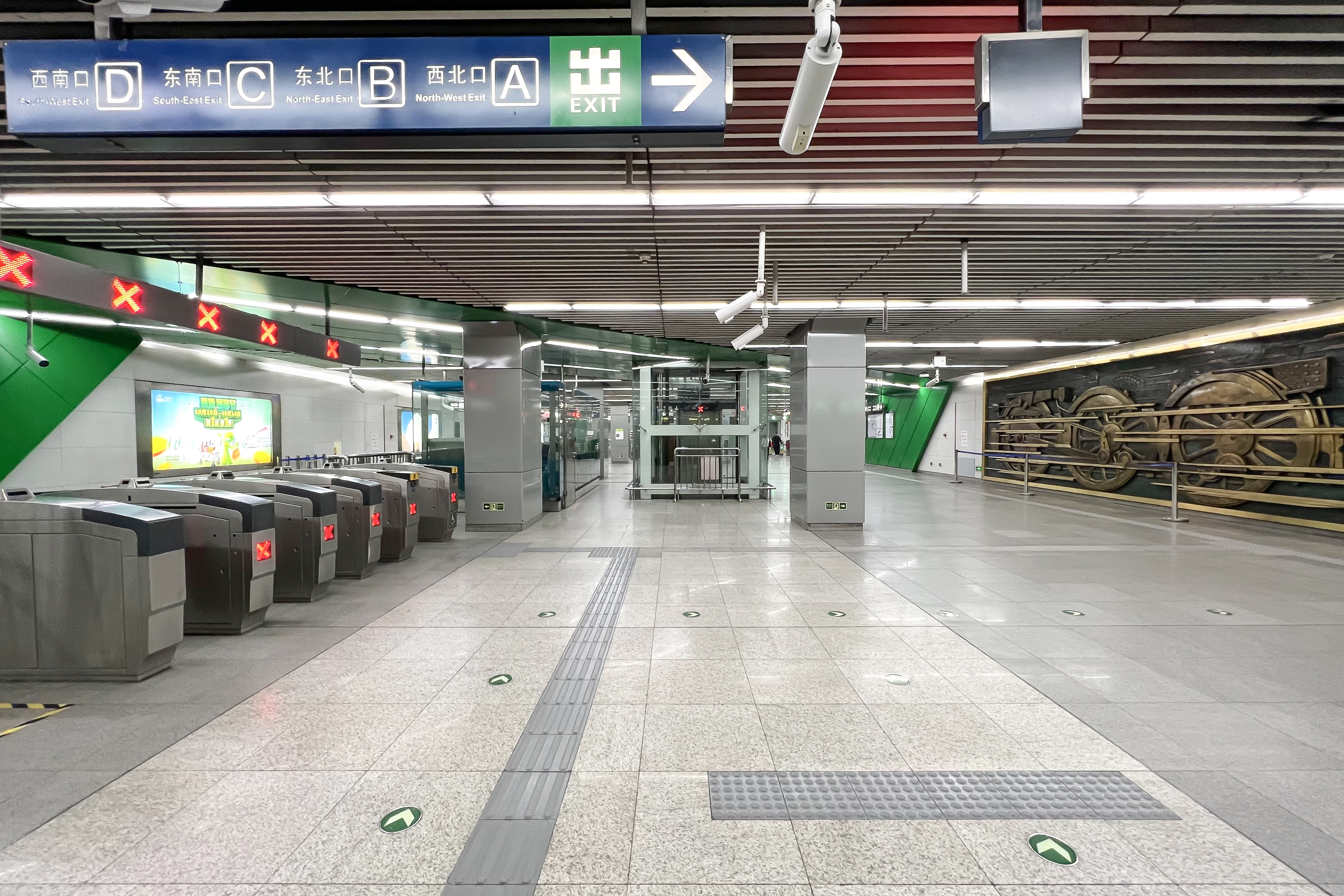
站厅

该站为地下车站，采用岛式站台设计，站厅层一侧设有以“跨越”为主题的艺术墙。
| 地面层          | 出入口                     | A—D出入口                                 |
| 地下一层 站厅层 | 站厅                       | 票务服务、自动售票机、一卡通充值          |
| 地下二层 站台层 |                            | █ 大兴线往安河桥北（4号线）（黄村西大街） |
| 地下二层 站台层 | 島式月台，左側開门         |                                           |
| 地下二层 站台层 | █ 大兴线往天宫院（义和庄） |                                           |

## 出入口
本站设4个出入口：A（西北）、B（东北）、C（东南）、D（西南）。
|                       |                  |                                                |      |            |
| 编号                  | 指示             | 建议前往的目的地                               | 照片 | 无障碍设施 |
| 出口 · A · 升降机标志 | 兴华大街（西侧） | 林校路街道办事处、大兴区桐城行政办公楼         |      |            |
| 出口 · B              | 兴华大街（东侧） | 大兴区第八小学、大兴区第五中学                 |      | 不適用     |
| 出口 · C              | 林校北路（南侧） | 林校路派出所、大兴区交通局、车站中里、车站北巷 |      | 不適用     |
| 出口 · D              | 兴华大街（西侧） | 黄村火车站、黄村站派出所                       |      | 不適用     |
| 註： 設有             |                  |                                                |      |            |